# Pyramica tolomyla
Pyramica tolomyla är en myrart som först beskrevs av Bolton 1983.  Pyramica tolomyla ingår i släktet Pyramica och familjen myror. Inga underarter finns listade i Catalogue of Life.